# 211 f.Kr.

## Händelser

### Efter plats

#### Seleukiderriket
- Antiochos III:s syster låter avlägsna Armeniens kung Xerxes, som hon nyligen har gift sig med. Antiochos III delar därefter landet i två satrapdömen.

#### Karthago
- Den karthagiske generalen Hasdrubal Barkas återvänder till Spanien efter sin seger över de upproriska numidierna. Han lyckas sedan vända krigslyckan mot romarna i Spanien, då de romerska generalerna Publius Cornelius Scipio och dennes bror Gnaeus Cornelius Scipio Calvus dödas i varsitt fältslag – Publius vid övre Baetis (Guadalquivir) och Gnaeus i Carthago Novas (Cartagena) inland. Karthagerna återtar därmed allt sitt territorium söder om floden Ebro.

#### Romerska republiken
- Med erövringen av Syrakusa kan romarna pacificera hela Sicilien.
- Romarna belägrar staden Capua (som är allierad med Hannibal). Staden faller så småningom i deras händer och dess invånare blir straffade. Adelsmännen avrättas, dess territorium konfiskeras och dess styrelse avskaffas.
- Hannibal marscherar norrut, mot staden Rom i en senkommen och misslyckad ansträngning att inta staden.
- Rom står inför bördan av inflation och faran av svält, orsakade av de dåliga förhållandena i Italien och på Sicilien samt att så många män har tvingats lämna jordbruket. Situationen avhjälps något genom att romarna lämnar en akut vädjan till king Ptolemaios IV av Egypten, varifrån de får köpa säd till tre gånger det vanliga priset.

#### Grekland
- Den romerske befälhavaren Marcus Valerius Laevinus utforskar möjligheten att sluta en allians med det aitoliska förbundet då aitolierna än en gång kan tänka sig att ta till vapen mot sin traditionelle fiende Makedonien. Ett fördrag undertecknas för att motverka Filip V av Makedonien som är allierad med Hannibal. Enligt detta fördrag skall aitolierna operera till lands och romarna till sjöss. Dessutom skall romarna få behålla eventuella slavar och annat byte, som de tar och aitolierna skall få kontrollen över vad territorium de lyckas erövra.

#### Partien
- Arsakes II efterträder sin far Arsakes I som kung av Partien.

## Avlidna
- Publius Cornelius Scipio, romersk general, konsul 218 f.Kr. och sedermera prokonsul under det andra puniska kriget mellan Rom och Karthago (stupad)
- Gnaeus Cornelius Scipio Calvus, romersk general, statsman och bror till Publius Cornelius Scipio (stupad)
- Arsakes I, kung av Partien sedan 250 f.Kr. och son till Friapites, hövding över den halvnomadiska parnistammen från de kaspiska stäpperna